# Maison Blanche (Trois-Rivières)
Pour les articles homonymes, voir Maison-Blanche (homonymie).
La maison Blanche est la partie la plus ancienne du monastère des Ursulines de Trois-Rivières. Sa construction débute en 1699 et la batisse est par la suite agrandie plusieurs fois. Depuis 2017, elle est classée comme immeuble patrimonial par le ministère de la Culture et des Communications.

## Histoire
L'ordre de Sainte-Ursule s’installe au Canada en 1639 pour y ouvrir la première école pour fille de la colonie. En 1697, à la suite de la demande de Mgr Jean-Baptiste de La Croix de Chevrières de Saint-Vallier, évêque de Québec, trois ursulines s’installent à Trois-Rivières pour y ouvrir la première école et hôpital de la localité. La vocation hospitalière est inhabituelle chez les Ursulines, qui préfèrent se consacrer uniquement à l'enseignement. 
Les Ursulines s'installent en 1700 ou 1701 dans la maison du gouverneur Claude de Ramezay, qui est construite vers 1700. Cet édifice est agrandi à plusieurs reprises pour devenir l'actuelle maison Blanche. L'édifice sert à la fois de couvent, d'hôpital et d'école jusqu'aux années 1830. En 1807, les Ursulines se voient confiées le soin des malades mentaux, mission qu'elles conservèrent jusqu'en 1845, à la suite de la construction d'un asile à Beauport. La vocation hospitalière est abandonnée en 1886. 